# Pointe de Men-er-Bellec
Pour les articles homonymes, voir Bellec.
 (août 2022).
Si vous disposez d'ouvrages ou d'articles de référence ou si vous connaissez des sites web de qualité traitant du thème abordé ici, merci de compléter l'article en donnant les références utiles à sa vérifiabilité et en les liant à la section « Notes et références ».
La pointe de Men-er-Bellec est une presqu'île, située sur la commune de Saint-Philibert (Morbihan).

## Étymologie
Bellec : Nom breton signifiant prêtre. Il s'agit d'un sobriquet qui, comme tous les sobriquets, est difficile à interpréter.

## Géographie
La pointe de Men-er-Bellec  est située entre la rivière de Crac'h et la rivière de Saint-Philibert. Avec la pointe de Keryondre, elle délimite l'anse de Trehennavour.

## Écologie
Depuis 1988, le Conservatoire du littoral a acquis 28 hectares sur la pointe de Men-er-Bellec et la pointe de Keryondre,  d'un paysage côtier de grande valeur. 
L'orientation économique de cette frange littorale vers le tourisme a entraîné une surfréquentation du site. 
Les cheminements diffus et le piétinement ont contribué de façon importante à la dégradation des cordons dunaires et du sol au niveau des pinèdes.
Afin de conserver la diversité naturelle du site, des actions ambitieuses de réhabilitation ont été engagées. 
Le camping en bordure du littoral et certains cheminements ont ainsi été supprimés.
La gestion du site est assurée par la commune de Saint-Philibert, par convention avec le Conservatoire du littoral. 
Le département du Morbihan aide à la restauration et à l'aménagement du site.
Le 6 août 2022, le site est touché par un incendie ravageant 5 hectares de végétation.